# João Alberto de Azevedo Neves
João Alberto Pereira de Azevedo Neves GCIP (Angra do Heroísmo, 12 de Maio de 1877 — Lisboa, 14 de Abril de 1955), mais conhecido por Dr. Azevedo Neves, foi um médico, professor de medicina e político Português. Uma carreira notável levou-o, entre muitos outros, a ocupar os cargos de professor de Medicina Legal na Faculdade de Medicina da Universidade de Lisboa, de reitor da Universidade Técnica de Lisboa, de membro do Conselho Médico-Legal, de vogal do Conselho Superior de Instrução Pública e de director da Associação Internacional de Estudo do Cancro. Publicou numerosos trabalhos de investigação médica e colaborou na imprensa. Teve intervenção política relevante, chegando a ocupar os cargos deputado às Cortes, vereador da Câmara Municipal de Lisboa, Ministro do Comércio e Ministro dos Negócios Estrangeiros.

## Biografia
João Alberto Pereira de Azevedo Neves nasceu na freguesia da Sé (Angra do Heroísmo), filho de João Albertino da Silva Pereira e de Margarida Rosa da Silva Neves. Depois de estudos preparatórios em Angra do Heroísmo, alistou-se em 27 de Outubro de 1897 no Batalhão de Caçadores das Caldas da Rainha, matriculando-se de seguida na Escola Médico-Cirúrgica de Lisboa, antecessora da actual Faculdade de Medicina da Universidade de Lisboa, na qual se formou a 24 de Abril de 1901, apresentando como tese de licenciatura uma tese intitulada Contribuição para o Estudo do Ovário.
Fez parte da sua formação na Alemanha, onde se especializou em anatomia e medicina legal. Regressado em 1902 a Portugal, foi convidado por Curry Cabral, então enfermeiro-mor do Hospital de São José, para dirigir o novo laboratório de análises clínicas daquele Hospital, cuja primeira secção era a de Anatomia Patológica.
Depois da morte de Câmara Pestana em 1899, a regência da disciplina de Anatomia Patológica tinha transitado para Custódio Maria Cabeça, que ocupou este cargo de 1903 até 1910. Durante esta regência Azevedo Neves foi encarregado da direcção dos trabalhos práticos de Anatomia Patológica e das preparações histológicas para o curso.
Nas eleições gerais de 12 de Fevereiro de 1905 foi eleito deputado pelo círculo de Santiago de Cabo Verde integrado nas listas do Partido Progressista. Prestou juramento nas Cortes a 16 de Agosto desse ano. Apesar de ter integrado a Comissão do Ultramar, não se lhe conhece qualquer intervenção parlamentar.
Quando em 1913 foi contratado um professor italiano, natural de Trieste, Emilio Enrico Franco para leccionar anatomia surgiu uma nova oportunidade para Azevedo Neves assumir o ensino da cadeira, pois de 1915 a 1918 o titular ausentou-se para Itália devido à Grande Guerra.
Durante esta ausência Azevedo Neves regeu a Cadeira, auxiliado por Henrique Parreira. Esta situação manteve-se até ao regresso de Emilio Franco em 1918.
Serviu como médico miliciano até 1909 na reserva territorial, ingressando nesse ano no serviço activo. Foi promovido a capitão em 1917 e a major em 1921. Abandonou o serviço militar em 1926, passando então a exercer as funções de professor da Faculdade de Medicina.
Depois da implantação da República ingressou na Maçonaria, fazendo parte do Triângulo n.º 159, com sede na Amadora, adoptando o nome simbólico de Justitia. Apesar desta adesão maçónica, manteve-se fiel aos ideais da monarquia constitucional e foi elemento destacado da Causa Monárquica.
A 8 de Outubro de 1918 Azevedo Neves ingressou no 13.º Governo da República, chefiado por Sidónio Pais, como Ministro do Comércio (na altura designado como secretário de estado em resultado das alterações constitucionais introduzidas pelo sidonismo). Manteve-se no cargo após o assassinato de Sidónio Pais, fazendo parte do governo chefiado por Tamagnini Barbosa, o 14.º Governo da República, o qual governou apenas por 35 dias, de 23 de Dezembro de 1918 a 27 de Janeiro de 1919. Dada a ausência do Ministro dos Negócios Estrangeiros, Egas Moniz, então na Conferência de Paz de Paris, Azevedo Neves assumiu também, embora interinamente, a pasta dos Negócios estrangeiros.
Durante a sua passagem pelo Governo reestruturou o funcionamento do ensino comercial (actual ensino profissional) então na dependência do Ministério do Comércio. Da sua reforma resultou a consolidação das escolas comerciais e industriais, criando condições para a sua subsequente evolução.
Foi o 24.º presidente da Academia das Ciências de Lisboa, ocupando o cargo no ano de 1944.
Quando em 1924 Emilio Franco regressa definitivamente a Itália, a regência da Cadeira é entregue a Henrique Parreira que é nomeado Director do Instituto em 1927. De 1927 a 1934, Henrique Parreira e Azevedo Neves asseguram o ensino de Anatomia Patológica, se bem que de forma irregular por terem vindo a ocupar outros cargos: Henrique Parreira divide a sua actividade entre a Faculdade, o Hospital Escolar e o Instituto de Oncologia e Azevedo Neves tinha optado pela Medicina Legal. Esta situação mantém-se até 1944.
Entre 1923 e 1925 foi vereador da Câmara Municipal de Lisboa.
Azevedo Neves, apesar de nunca ter sido titular da cadeira nem director do Instituto de Anatomia Patológica, colaborou no ensino e teve um papel muito importante no desenvolvimento da disciplina de Anatomia Patológica, tanto no ensino como na prática hospitalar.
A 2 de Junho de 1938 foi agraciado com a Grã-Cruz da Ordem da Instrução Pública.
Em 1977, ao celebrar-se o centenário do seu nascimento, Vitorino Nemésio proferiu na Academia das Ciências de Lisboa uma palestra em homenagem ao seu patrício e amigo.
O dr. Azevedo Neves é lembrado como patrono da Escola Secundária Dr. Azevedo Neves, um estabelecimento de ensino situado na freguesia da Damaia, concelho da Amadora.

## Obras publicadas
Entre muitas outras, é autor das seguintes obras:
- Contribuição para o Estudo do Ovário, Lisboa, 1901.
- O Método de Fiusen para o Tratamento do Lupus Vulgar, Lisboa, 1903.
- A Árvore, Lisboa, 1909.
- O caso Lawton, Typ. do Annuario Commercial, Lisboa, 1913 (Suplemento ao volume I dos Archivos do Instituto de Medicina Legal de Lisboa).
- O ensino da medicina legal, Lisboa, 1913.
- Máscara de um actor, Lisboa, 1914.
- Os serviços periciais do Instituto de Medicina Legal de Lisboa, Lisboa, 1914.
- Guia de Autópsias, Coimbra, 1915.
- A música e a Alma, Lisboa, 1915.
- Os serviços médico-forenses em Portugal, Lisboa, 1922.
- António Cândido, Lisboa, 1923.
- Júlio de Castilho. Discursos, Lisboa, 1924.
- A casa de Santo António. Discurso, Lisboa, 1926.
- Norma do relatório de autópsia, Lisboa, 1930.
- Guia de autopsias (com desenhos feitos por A. Verissimo e C. Nunes sobre fotographias do Dr. Feyo e Castro e de Manuel Victor Guerreiro; gravuras de Bordallo Pinheiro & Lallemant), Imprensa Nacional de Lisboa, 1930.
- Médecine légale et criminelle, Lisboa, 1931.
- La police criminelle de Belgique, Lisboa, 1932.
- El-Rei D. Fernando II, Lisboa, 1935.
- Homenagem à memória do Professor Custódio Cabeça, Lisboa, 1936.